# 蚌埠公交微2路

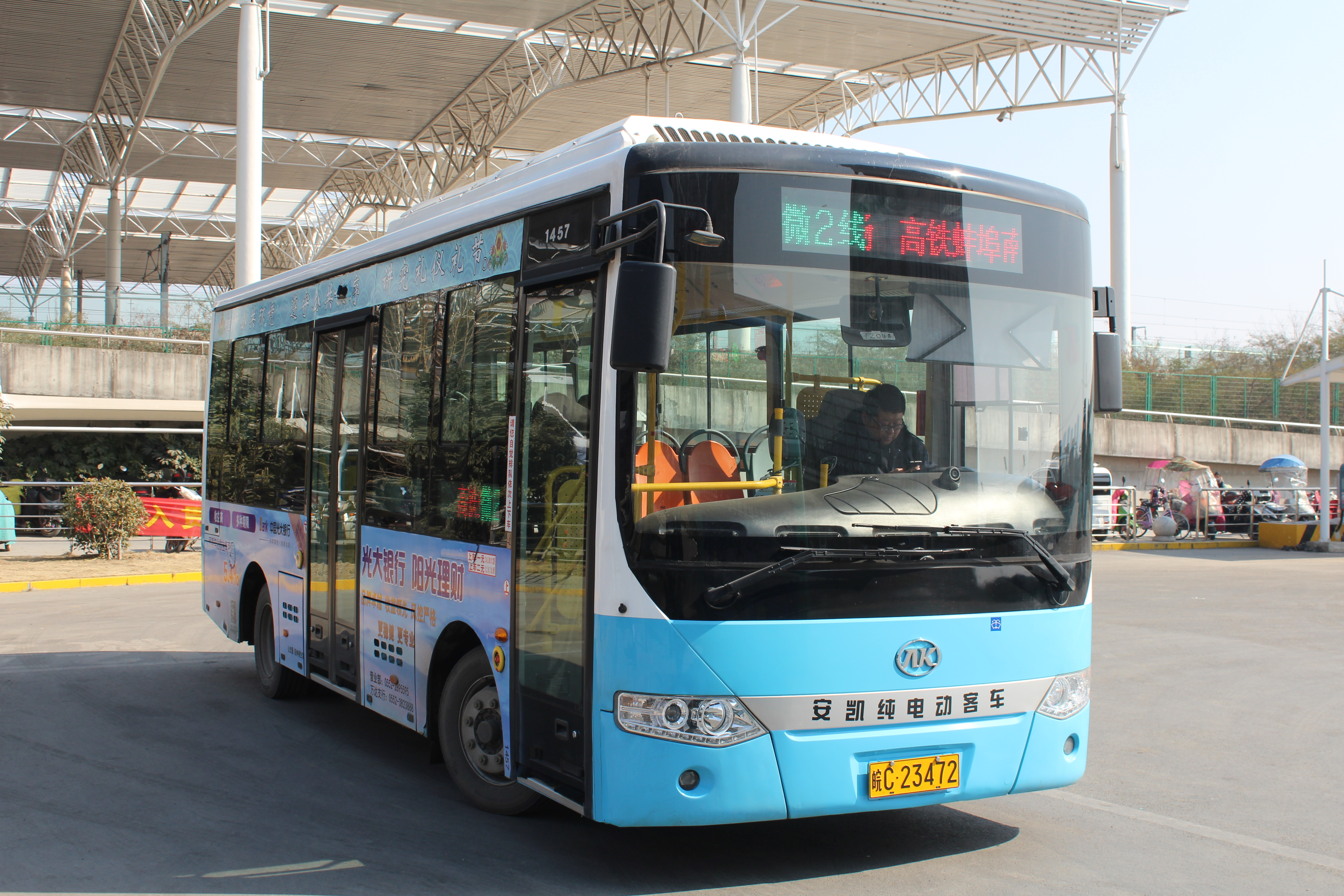
蚌埠公交微2路等待上客

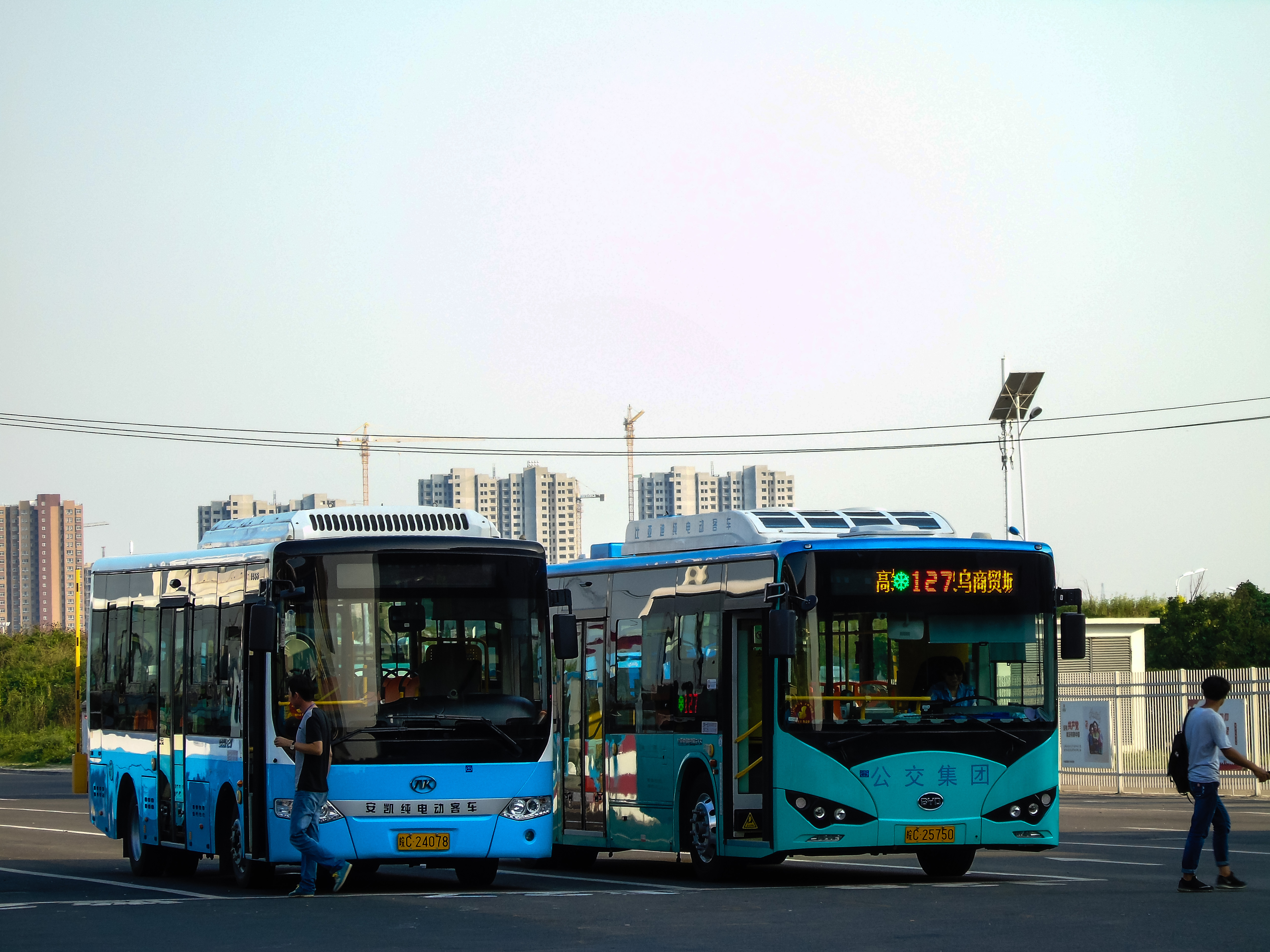
蚌埠公交微2路和127路在蚌埠南站

蚌埠公交微2路，是中国安徽省蚌埠市的一条社区巴士线路，使用8米纯电动空调车。由珍珠小区公交车场开往蚌埠南站，由蚌埠市公共交通集团有限公司运营、管理。

## 历史
- 2017年1月，为方便市民乘公交出行，解决部分路段公交盲区，蚌埠公交集团公司将于20日开通高铁蚌埠南站至珍珠小区首末站线路， 线路命名为微2线。这是继去年11月18日首条微公交线路微1线开通后的第2条微公交线路。车型为全新购置的安凯HFF6800GEVB3型8米纯电动空调车。[2][3][4][5]

## 站点

### 途经站
- 往蚌埠南站 ： 珍珠小区 - 公安新村 - 职教中心 - 财大商学院 - 菱湖山庄四期 - 环湖西路·东海大道 - 龙湖大桥东 - 东海大道·曹山路 - 绿地国际花都西 - 滨湖蓝湾 - 汤和北路·普乐新能源 - 龙湖嘉园北 - 龙湖嘉园东 - 经开区管委会东 - 海亮明珠南 - 蚌埠南站广场 - 蚌埠南站
- 往珍珠小区 ： 蚌埠南站 - 蚌埠南站广场 - 海亮明珠南 - 经开区管委会东 - 龙湖嘉园东 - 龙湖嘉园北 - 汤和北路·普乐新能源 - 滨湖蓝湾 - 绿地国际花都西 - 东海大道·曹山路 - 龙湖大桥东 - 环湖西路·东海大道 - 菱湖山庄四期 - 财大商学院 - 职教中心 - 公安新村 - 珍珠小区[6][7][8]

### 换乘站
以下内容均统计自：蚌埠市公共交通集团有限公司营运线路一览表
- 珍珠小区 ： 105路 107路 116路
- 公安新村 ： 116路
- 职教中心 ： 105路 117路 128路 129路
- 财大商学院 ： 105路 117路 128路 129路
- 龙湖大桥东 ： 117路 126路 127路 138路 128路 207路 222路
- 汤和北路·普乐新能源 ： 115路
- 海亮明珠南 ： 127路
- 蚌埠南站广场 ： 126路 127路 138路 128路
- 蚌埠南站 ：126路 127路 138路 128路

## 票价
- 未持卡乘客普通车投币1元，空调车投币2元。
- 持普通电子钱包卡普通车0.9元/次，空调车1.8元/次。
- 持学生月票卡普通车0.18元/次，成人卡0.36元/次，空调车加1元。
- 持老人卡、拥军卡、爱心卡的乘客免费乘车。[9]

## 资料来源
1. ↑  .   [2017-06-14]. （原始内容存档于2017-08-02）.
2. ↑  .   [2017-06-14]. （原始内容存档于2017-07-31）.
3. ↑  .   [2017-06-14]. （原始内容存档于2017-08-01）.
4. ↑  .   [2017-06-15]. （原始内容存档于2019-07-27）.
5. ↑  .   [2017-06-15]. （原始内容存档于2019-07-23）.
6. ↑  .   [2017-06-13]. （原始内容存档于2019-10-09）.
7. ↑  .   [2017-06-14]. （原始内容存档于2017-07-07）.
8. ↑  .   [2017-06-15]. （原始内容存档于2019-09-21）.
9. ↑  .   [2017-06-17]. （原始内容存档于2018-03-09）.